# Sidi Ali
Sidi Ali (franska: Sidi Ali (CR), Sidi Ali (Commune Rurale), arabiska: الطاوس) är en kommun i Marocko.   Den ligger i provinsen Errachidia och regionen Drâa-Tafilalet, i den östra delen av landet, 400 km sydost om huvudstaden Rabat. Antalet invånare är 3 081.